# 颱風柯羅莎 (2007年)
| 太平洋颱風季             |
| 主題頁 - 專題 - 編輯指南 |

颱風柯羅莎 （菲律賓大氣地理天文部門：Ineng，國際編號：0715，聯合颱風警報中心：17W）是2007年太平洋颱風季的一個熱帶氣旋。「柯羅莎」這個名稱是由柬埔寨所命名，指的是「鶴」這種鳥類。

## 發展過程
柯羅莎是由2007年第91號熱帶擾動生成，美國聯合颱風警報中心於10月1日0時(UTC)發布2007年第17號熱帶低氣壓生成。日本氣象廳於當地時間10月1日14時發布颱風羅莎形成，是最早發布颱風羅莎形成的單位，當時柯羅莎位於菲律賓東方海面上，台灣中央氣象局也於台北時間（UTC+8）上午10時左右，發布第15號颱風形成。
柯羅莎路徑类似於1996年的颱風賀伯。台灣中央氣象局於10月4日17時30分，對台灣東部海域發布海上颱風警報第1報，在10月5日5時30分的第5報中，對台灣海上陸上皆發出警報。10月6日22時30分，柯羅莎在台灣宜蘭縣頭城鎮進入北部陸地。10月7日17點30分，台灣中央氣象局解除台灣本島的陸上颱風警報，23時30分解除海上颱風警報，整個過程共發了26個警報單。聯合颱風警報中心則是於10月8日18時(UTC)解除柯羅莎的颱風警報。
根據台灣中央氣象局所測得的資料，柯羅莎威力最強時的中心最低氣壓為925百帕斯卡，7級暴風半徑300公里，近中心最大風速有16級風，瞬間最大陣風達17級風。
羅莎在橫過中國福建至浙江一帶後，減弱為熱帶風暴並改向偏東北移動，移出東海並轉化為溫帶氣旋。柯羅莎在西風帶下加速移動，以偏東路徑掠過日本，10月12日更穿越國際換日線，13日才正式消散。

## 影響

### 臺灣
當地發佈最高颱風警報：海上陸上颱風警報

#### 背景
台灣常將於秋季生成的颱風歸類秋颱，在柯羅莎之前10年，有4個較典型的秋颱影響台灣，分別是颱風謝柏(1998年)、颱風寶絲(1998年)、颱風象神(2000年)、颱風納坦(2004年)。對台灣而言，典型的秋颱生成的位置主要在台灣以南的海面上，並不一定會直接登陸台灣，但是漸強的東北季風所形成的共伴效應，會對北台灣帶來較多的雨勢，但是柯羅莎雖然在10月形成，但是形成的位置是在台灣東向的海面上，行徑路線也和夏季生成的颱風相似。在羅莎接近台灣的過程中，中央氣象局也一再上修北台灣雨量預測，至10月6日23時止之統計，台灣南部的嘉義縣奮起湖測得累積1117.5毫米的雨量，次高的觀測點為宜蘭縣太平山，有1072毫米的累積雨量。

#### 災情

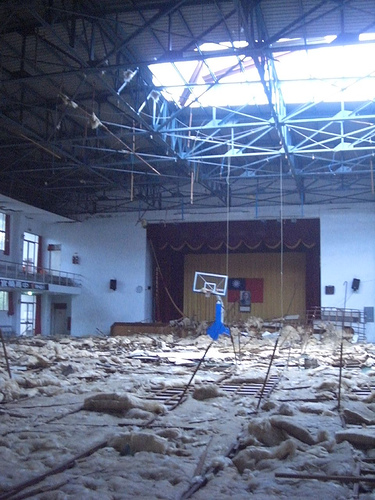
宜蘭高中因颱風造成活動中心坍塌

- 全台曾有233萬戶停電[4]，僅次於1996年颱風賀伯的279萬戶停電，累計共有130萬戶受到影響，主要集中於宜蘭縣、臺北縣、台北市、基隆市等北部縣市。[5]
- 台9線蘇花公路、台7線北橫公路、台7甲線中橫宜蘭支線、台18線阿里山公路等交通要道曾一度中斷，其中阿里山森林鐵路受損嚴重，預估需花費15個工作天才能修復。[6]
- 主要蔬菜產區產量受到影響，加上梨山等高山產區對外交通中斷，秋季菜價創下10年前颱風賀伯以來的新高價位。[7]
- 根據行政院農業委員會的統計，截至10月9日下午為止，台灣各地農業損失總金額約新台幣42.7億元，共計有苗栗縣、南投縣、嘉義縣、台南縣等13個縣達到災害管理救助標準，損失總額已超過2006年全年損失總額。主要受害作物為香蕉、二期稻作、柿子、椪柑、巨峰葡萄、芭樂、木瓜、蓮霧等。[8]

- 台7甲線宜蘭境內路段落石嚴重，單線通車。[9]
- 蘇花公路141.9公里處坍塌。[10]
- 台6線苗栗市附近路面因後龍溪溪水暴漲，路基流失約20公尺。[11]
- 台7線（北橫公路）在桃園縣復興鄉榮華及四稜交通雙向阻斷。[11]
- 台20線（南橫公路）台東縣海端鄉大關山隧道附近邊坡土石坍方。[11]
- 台27線高雄縣六龜鄉葫蘆谷附近道路坍方。[11]
- 台北市陽明山新安路一處民宅發生土石崩落，有6人獲救送醫，有2人遭活埋。[12]
- 台北市北投區中央南路一帶大淹水，水深一度及腰。[13]

## 熱帶氣旋警告使用紀錄

### 台灣
| 交通部中央氣象局 颱風警報 | 交通部中央氣象局 颱風警報 | 交通部中央氣象局 颱風警報 |
| ------------------------- | ------------------------- | ------------------------- |
| 上一熱帶氣旋              | 海上颱風警報              | 下一熱帶氣旋              |
| 中度颱風韋帕              | 海上颱風警報              | 中度颱風米塔              |
| 中度颱風韋帕              | 陸上颱風警報              | 中度颱風卡玫基            |

## 參看
- 2007年太平洋颱風季